# David Vogel

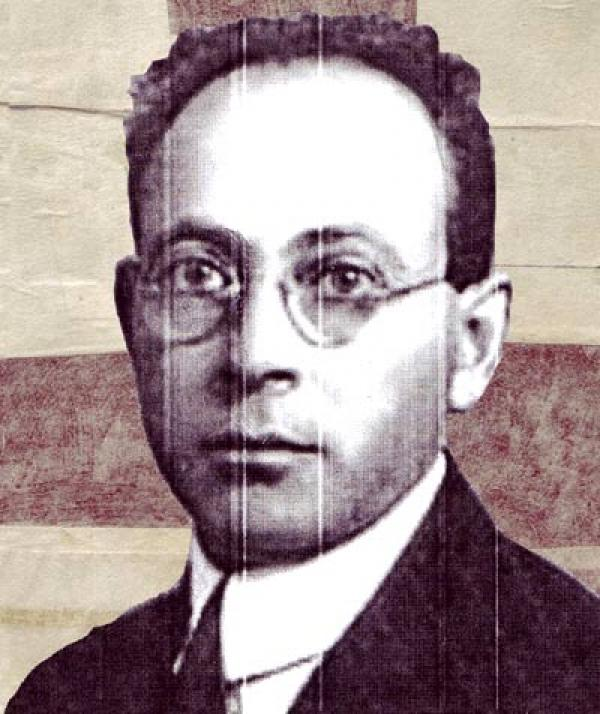
David Vogel

David Vogel (Sataniv, Oekraïne, 15 mei 1891 - Auschwitz, 10 maart 1944) was een Hebreeuws schrijver en dichter van Russische afkomst. Hij overleed als slachtoffer van de Holocaust.

## Leven
Vogel werd in een Jiddisch sprekende familie geboren in de regio Podolië, in het westen van Oekraïne. Zijn ouders hadden een marktkraampje en hij bezocht de 'cheider' (de traditionele godsdienstschool). Al vroeg leerde hij armoede en ontberingen kennen. In 1909 vertrok hij naar Vilna en later naar Lwów (Lemberg) en vestigde zich uiteindelijk in 1912 te Wenen. Daar wist hij met allerlei baantjes het hoofd boven water te houden. Zo was hij onder meer kruier en bediende voor het zionistisch congres in 1913.
Vogel was een moeilijk toegankelijk persoon en de armoede krenkte zijn gevoel van trots en onafhankelijkheid. Om troost te vinden voor zijn dagelijkse ellende zocht hij zijn toevlucht in het schrijven, aanvankelijk van poëzie. In zijn dagboek schreef hij: 'Ik vind toevlucht slechts in mijzelf en me dunkt dat dit het hoogste stadium is dat de mens kan bereiken'.
Tijdens de Eerste Wereldoorlog werd Vogel gearresteerd als Russische vijand en zat hij 23 maanden gevangen. Hij trouwde in 1919 met de aan tuberculose leidende Ilka (waarvoor ook Vogel zelf enige tijd werd behandeld), om in 1923 weer van haar te scheiden. Van 1929 tot 1930 verbleef hij in Palestina, om vervolgens naar Berlijn te gaan. Eind 1933 verkaste hij naar Parijs, opgejaagd, na de machtsovername door Hitler. Inmiddels was hij hertrouwd en had hij een dochter: 'onze enige troost in deze moeilijke dagen', schreef hij in zijn dagboek. Begin 1940 werd Vogel in Frankrijk een periode gevangengezet, nu als Oostenrijkse immigrant c.q. vijand. In 1944 werd hij vanuit Hauteville nabij Lyon gedeporteerd naar Auschwitz-Birkenau, waar hij op 10 maart van dat jaar om het leven kwam.
In 2018 maakte Yair Qedar een documentaire over Vogel.

## Werk
Het werk van Vogel bleef lange tijd onbekend, zeker internationaal, mede omdat het in het Hebreeuws was geschreven. Eind jaren tachtig kwam, onder meer na het opduiken van enkele onbekende manuscripten, een zekere herwaardering, met name in Nederland, waar vanaf die tijd het meeste van zijn proza in vertaling verscheen. Sommigen plaatsten Vogel zonder reserves op het niveau van de grootste literatoren van de twintigste eeuw. Michaël Zeeman, die in 1993 het levensverhaal van Vogel reconstrueerde, schreef in de Volkskrant: 'David Vogel is voldoende aan Alfred Döblin, Arthur Schnitzler en Franz Kafka verwant om herkenbaar te zijn, en tegelijk oorspronkelijk genoeg om op zichzelf te staan'.
De bekendste roman van Vogel, feitelijk zijn magnum opus, is Huwelijksleven (1929-1939), dat in Nederland inmiddels vijf drukken beleefde (18.000 exemplaren). Huwelijksleven geeft uitvoerige beschouwingen over het decadente Wenen tussen de beide oorlogen, dat nauwelijks leefruimte biedt aan de armoelijdende kring Joodse intellectuelen waarin de hoofdpersoon Gurdweill zich beweegt. Deze nerveuze, gevoelige jongeman trouwt onverwacht met een hooghartige, sadistische barones, die hem moedwillig en geraffineerd te gronde richt, fysiek en psychisch. Het slopende aftakelingsproces wordt in een benauwende stijl als iets onontkoombaars beschreven. Hoewel de naderende dreiging van het nazisme voelbaar is, is de roman nadrukkelijk geen politieke beschrijving. Het Jood-zijn van de hoofdpersonen blijft bij Vogel altijd op de achtergrond.
Ander in het Nederlands vertaald werk van Vogel is zijn Kafkaiaanse verslag over zijn verblijf in Franse kampen in 1939 en 1940 Allen zijn ten strijde getrokken (1941), zijn novelle (1934) Met uitzicht op zee en de korte roman In het sanatorium (1927). Vogel schreef tussen 1912 en 1922 ook veel poëzie, in 1923 gepubliceerd onder de titel Voor de donkere poort. Eind 2010 verscheen zijn verzameld werk bij uitgeverij Meulenhoff.